# Dermot Chichester (7e marquis de Donegall)
Dermot Richard Claud Chichester, 7e marquis de Donegall, (18 avril 1916 - 19 avril 2007), connu comme baron Templemore de 1953 à 1975, est un militaire britannique, propriétaire foncier et membre de la Chambre des lords. Lord Donegall est généralement connu de sa famille et de ses amis sous le nom de Dermey Donegall.

## Biographie
Il est le deuxième fils du 4e baron Templemore, auquel il succède dans la baronnie. Il fait ses études à Harrow School et au Collège militaire royal de Sandhurst.
Il sert pendant la Seconde Guerre mondiale comme capitaine avec le 7th Queen's Own Hussars en Égypte. Il est porté disparu au combat et aurait été tué, mais avait été capturé en Libye en novembre 1942 pendant la campagne nord-africaine. Il reste prisonnier de guerre en Italie jusqu'à son évasion en juin 1944. Il est promu major cette année-là et prend sa retraite de l'armée britannique en 1949, mais sert pendant plusieurs années avec le Leicestershire Yeomanry.
Son frère aîné, Arthur, ayant été tué en 1942 au service des Coldstream Guards, il succède à son père comme 5e baron Templemore en 1953. En 1975, il succède également à son cousin éloigné comme 7e marquis de Donegall, étant le descendant d'Arthur Chichester (1er baron Templemore), petit-fils d'Arthur Chichester (1er marquis de Donegall). Il hérite également d'autres titres et est Lord High Admiral de Lough Neagh.
Lord Donegall est membre de l'honorable Corps of Gentlemen at Arms en 1966 et en est le porte-étendard de 1984 à 1986. Il est nommé LVO en 1986 et est pendant de nombreuses années un membre actif du Conservative Monday Club (en). En 1981, il devient Grand Maître de la Grande Loge d'Irlande, poste qu'il occupe jusqu'en 1992. Lord Donegall est également maître des Wexford Hounds. Il élève des chevaux, dont The Proclamation, vainqueur du titre de champion de Punchestown en 1989, et Dunbrody Millar, vainqueur du Topham Trophy à Aintree en 2007.
En 1946, il épouse Josceline Gabrielle Legge (1918–1995), fille de William Legge (7e comte de Dartmouth). Ils ont un fils, Patrick Chichester (né en 1952, et qui utilise le Titre de courtoisie de comte de Belfast de 1975 à 2007), et deux filles, Jennifer (1949–2013) et Juliet (née en 1954). Le marquis vit dans la maison familiale de Dunbrody Park à Arthurstown dans le sud-ouest du comté de Wexford.